# Cratere Gill (Marte)
Gill è un cratere sulla superficie di Marte.
Il cratere è dedicato all'astronomo scozzese David Gill.